# Trial de Nadal
El Trial de Nadal va ser una prova de trial puntuable per al Campionat de Catalunya que es disputà anualment entre 1964 i 1985, les primeres edicions de la qual discorrien per la falda del Tibidabo. La prova, organitzada per la Penya Motorista Barcelona, formava part del grup de trials més antics i prestigiosos del calendari català, juntament amb el Trial de Reis i el Trial de Primavera.
El Trial de Nadal devia el seu nom al fet de disputar-se pels volts de nadal, a finals de desembre. Fou la segona prova federada d'aquesta disciplina que es disputà a la península Ibèrica, després del reeixit I Trial del Tibidabo, organitzat pel Reial Moto Club de Catalunya l'1 de novembre d'aquell mateix any pels voltants de Santa Creu d'Olorda. En aquell primer trial "seriós" s'hi va inscriure tal quantitat d'afeccionats que l'organització es va veure obligada a tancar l'admissió quan ja s'havia superat el límit prudencial, i el seu èxit provocà que des d'aleshores fins al 14 de març de 1965 se celebressin un total de vuit proves (la segona de les quals fou el I Trial de Nadal) que conformaren el I Campionat de Catalunya de trial.
Després de la seva primera organització pels voltants de Santa Creu d'Olorda, durant uns anys aquest trial se celebrà per la zona de l'Arrrabassada a tocar de Can Puig, masia dins el terme municipal de Sant Cugat del Vallès (coneguda aleshores com a Ciudad de los Muchachos pel fet d'acollir una mena d'orfenat creat pel franquisme). Anys més tard, a mitjan dècada de 1970 canvià d'emplaçament i passà a disputar-se habitualment pels voltants de Riells del Fai.

## Llista de guanyadors
| Edició | Any  | Data           | Lloc                 | Comarca         | Guanyador        | Motocicleta | Resultats |
| ------ | ---- | -------------- | -------------------- | --------------- | ---------------- | ----------- | --------- |
| I      | 1964 | 13 de desembre | Santa Creu d'Olorda  | Barcelonès      | Joan Soler Bultó | Bultaco     | [ 4 ]     |
| II     | 1965 | 12 de desembre | Tibidabo             | Barcelonès      | Joan Soler Bultó | Bultaco     | [ 5 ]     |
| III    | 1966 | 18 de desembre | Tibidabo             | Barcelonès      | Albert Puig      | Bultaco     | [ 6 ]     |
| IV     | 1967 | 17 de desembre | Arrabassada          | Barcelonès      | Oriol Puig Bultó | Bultaco     | [ 3 ]     |
| V      | 1968 | 24 de desembre | Tibidabo             | Barcelonès      | Ignasi Bultó     | Bultaco     | [ 7 ]     |
| VI     | 1969 | 28 de desembre | Arrabassada          | Barcelonès      | Pere Pi          | Montesa     | [ 8 ]     |
| VII    | 1970 | 20 de desembre | Arrabassada          | Barcelonès      | Pere Taulé       | Bultaco     | [ 9 ]     |
| VIII   | 1971 | ?              | ?                    | ?               | ?                | ?           | ?         |
| IX     | 1972 | 18 de desembre | Tibidabo             | Barcelonès      | Pere Pi          | Montesa     | [ 10 ]    |
| X      | 1973 | 16 de desembre | Tibidabo             | Barcelonès      | Xavier Cucurella | Bultaco     | [ 11 ]    |
| XI     | 1974 | 15 de desembre | Riells del Fai       | Vallès Oriental | Manuel Soler     | Bultaco     | [ 12 ]    |
| XII    | 1975 | 14 de desembre | La Garriga           | Vallès Oriental | Jaume Subirà     | Montesa     | [ 13 ]    |
| XIII   | 1976 | 19 de desembre | Moià                 | Bages           | Xavier Cucurella | Bultaco     | [ 14 ]    |
| XIV    | 1977 | 18 de desembre | Riells del Fai       | Vallès Oriental | Jaume Subirà     | Montesa     | [ 15 ]    |
| XV     | 1978 | 17 de desembre | Bigues i Riells      | Vallès Oriental | Toni Gorgot      | Bultaco     | [ 16 ]    |
| XVI    | 1979 | 16 de desembre | ?                    | ?               | Miquel Cirera    | Montesa     | [ 17 ]    |
| XVII   | 1980 | 14 de desembre | ?                    | ?               | ?                | ?           | ?         |
| XVIII  | 1981 | 13 de desembre | ?                    | ?               | ?                | ?           | ?         |
| XIX    | 1982 | 19 de desembre | ?                    | ?               | ?                | ?           | ?         |
| XX     | 1983 | 18 de desembre | ?                    | ?               | ?                | ?           | ?         |
| XXI    | 1984 | 30 de desembre | Corbera de Llobregat | Baix Llobregat  | ?                | ?           | ?         |
| XXII   | 1985 | 8 de desembre  | ?                    | ?               | ?                | ?           | ?         |